# Rick Danko

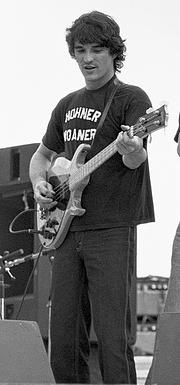
Rick Danko, 1979

Rick Danko (* 29. Dezember 1943 in Simcoe, Ontario; † 10. Dezember 1999 in Marbletown, New York) war ein kanadischer Musiker. Bekannt wurde er als Sänger und Bassist von The Band.

## Leben
Im Alter von 17 Jahren trat Danko Ronnie Hawkins’ Rockabilly-Gruppe The Hawks bei. Ursprünglich Rhythmusgitarrist, wechselte er schon bald an den Bass. Bob Dylan entdeckte die Hawks Mitte der 1960er Jahre und engagierte sie für seine Welttournee 1965/66. Nun in The Band umbenannt, prägten Danko, Schlagzeuger Levon Helm, Gitarrist Robbie Robertson, der Keyboarder Richard Manuel und der Saxophonist und Keyboarder Garth Hudson Dylans Folk-Rock-Phase in der Mitte der 1960er Jahre. Die erste LP von The Band, Music from Big Pink, benannt nach dem pinkfarben angestrichenen Haus, das Dylan in West Saugerties mietete, erschien 1968. Das Album gilt als wegweisend, weil es erstmals den von Dylan geprägten Folk-Rock mit einer breiten Palette amerikanischer Musikstile wie Bluegrass und Country mixt. Danko spielt auf dem Album neben dem Bass auch Violine. Im November 1976 gaben The Band ihr letztes Konzert, dokumentiert in Martin Scorseses Film The Band – The Last Waltz (1978). Einer der Gründe für die Auflösung der Band war Dankos und Manuels Drogenabhängigkeit.
1989 war Danko als Gastmusiker an der letzten Veröffentlichung der Del Fuegos, Smoking In The Fields, beteiligt. Dort sang er die Harmony Vocals bei Stand By You.

## Solokarriere
Dankos erstes Soloalbum erschien 1978. Im Jahre 1983 reformierten sich The Band, allerdings ohne Robertson. Danko übernahm teilweise die akustische Gitarre. Zusammen mit den Band-Mitgliedern Levon Helm und Garth Hudson trat Danko bei Roger Waters The Wall-Konzert in Berlin auf. Im Oktober 1992 spielten Danko und The Band (ohne Robertson) anlässlich Bob Dylans 30. Bühnenjubiläums im Madison Square Garden in New York. Nachdem The Band schon 1989 in die Canadian Academy of Recording Arts and Sciences Hall Of Fame eingeführt worden waren, wurden sie 1993 auch in die Rock and Roll Hall of Fame aufgenommen. Es folgten noch einmal gemeinsame Plattenaufnahmen 1993, 1996 und 1998.
Sein letztes Konzert gab Rick Danko am 7. Dezember 1999 in der Universitätsstadt Ann Arbor in Michigan. Drei Tage darauf starb er in seiner Wahlheimat Woodstock im Alter von 55 Jahren an Herzversagen.
1991 nahm der Folksänger Eric Andersen mit Rick Danko und dem norwegischen Folksänger Jonas Fjeld das Album Danko/Fjeld/Andersen auf, das 1992 den Spelleman´s Pris erhielt, das norwegische Gegenstück zu den amerikanischen Grammys. Des Weiteren brachte das Trio 1993 Ridin´ On The Blinds heraus.

## Hommage
Der Sänger David Munyon nahm im Juli 2006 in den Londoner Abbey Road Studios eine CD zu Ehren von Rick Danko auf. Die CD mit dem Titel Song for Danko erschien im August 2006.

## Diskografie
- 1977: Rick Danko
- 1991: Danko/Fjeld/Andersen (mit Jonas Fjeld und Eric Andersen)
- 1994: Ridin' on the Blinds (mit Jonas Fjeld und Eric Andersen)
- 1997: Rick Danko in Concert
- 1999: Live on Breeze Hill

### Postum veröffentlicht
- 2000: Times Like These
- 2002: One More Shot (mit Jonas Fjeld und Eric Andersen)
- 2005: Cryin' Heart Blues
- 2016: Live From the Blue Note, Boulder Co., 1979 (mit Paul Butterfield)